# Bimbo Akintola
Bimbo Akintola (Ibadán, 5 de mayo de 1970) es una actriz nigeriana.

## Primeros años y educación
Akintola nació el 5 de mayo de 1970 en Ibadán. Su padre es originario del Estado Oyo y su madre del Estado de Edo. Recibió su educación primaria en la Maryland Convent Private School en el Estado de Lagos. Más tarde estudió artes en la Universidad de Ibadán.

## Carrera
Debutó en el cine de su país en 1995 en la película Owo Blow al lado de Femi Adebayo. Su siguiente aparición ocurrió en la cinta de 1997 Out of Bounds con Richard Mofe Damijo. Fue nominada a mejor actriz protagónica en la gana de los Premios Nollywood Movies en 2013. Recibió además dos nominaciones en la misma categoría en los Premios de la Academia del Cine Africano, en 2010 y 2017.

## Filmografía destacada

### Cine
- Owo Blow (1995)
- Out of Bounds (1997)
- The Gardner (1998)
- Dangerous Twins (2004)
- Beyond the Verdict (2007)
- Smoke and Mirrors (2008)
- Hoodrush (2012)
- Ayitale (2013)
- Heaven's Hell (2015)
- 93 Days (2016)
- Lady Buckit and the Motley Mopsters (2020)
- Mimi (2021)
- La libreta negra (2023)[9]

## Televisión
| Año  | Serie             | Rol | Director       | Ref    |
| ---- | ----------------- | --- | -------------- | ------ |
| 2015 | Husbands of Lagos |     |                | [ 10 ] |
| 2016 | Ere Egele         |     | Kunle Afolayan |        |